# Letland ved de Paralympiske Lege
Letland har deltaget ved de Paralympiske Lege siden 1992, hvor Letlands Paralympiske Komité sendte et deltagerhold bestående af de to atletikudøvere Armands Lizbovskis og Aldis Šūpulnieks til Sommer-PL i 1992 i Barcelona. Dernæst udsendtes Aldis Šūpulnieks som Letlands eneste repræsentant ved dets debut ved Vinter-PL i 1994 i Lillehammer, hvor Šūpulnieks deltog i langrend. Letland har sendt deltagerhold til alle følgende Sommer-PL, mens landets deltagelse ved Vinter-PL i 1998 og 2002 udeblev, og der kun sendtes én enkelt deltager ved Vinter-OL i 2006, hvorefter Vinter-PL i 2010 heller ikke havde nogen deltagere fra Letland.
Deltagere fra Letland har i alt vundet ni paralympiske medaljer: to guldmedaljer, tre sølmedaljer og to bronzemedaljer. Alle disse medaljer er vundet under Sommer-PL, og igen alle i forbindelse med atletik.
Letland opnåede sin første paralympiske medalje i 2000 i Sydney, da  Aigars Apinis vandt bronze i både diskoskast og kuglestød (F52-kategorien). Den tredje medalje opnået ved legene i Sydney var også af bronze, ved Armands Lizbovskis i længdespring (F13). Dette var Lizbovskis tredje og sidste lege. I 2004 blev Aigars Apinis Letlands første paralympiske mester, da han vandt guld i diskoskast (F52), og samtidig fik en ny paralympisk rekord med et kast på 19,98 meter. Ved de samme lege tog Edgars Bergs sølvmedaljen i kuglestød og bronze i diskoskast (F35). I 2008 var Aigars Apinis og Edgars Bergs igen de eneste medaljetagere fra Letland. Apinis blev paralympisk mester med en ny verdensrekord på 20,47 meter, og sølv i kuglestød (F33/34/52), mens Bergs også vandt sølv i kuglestød (F35/36). Apinis er dermed forblevet den eneste paralympiske mester fra Letland til dato.

## Medaljeoversigt

### Sommer-PL
| Begivenhed       | Guld | Sølv | Bronze | I alt | Stilling |
| Sommer-PL i 1992 | 0    | 0    | 0      | 0     | -        |
| Sommer-PL i 1996 | 0    | 0    | 0      | 0     | -        |
| Sommer-PL i 2000 | 0    | 0    | 3      | 3     | 63.      |
| Sommer-PL i 2004 | 1    | 1    | 1      | 3     | 52.      |
| Sommer-PL i 2008 | 1    | 2    | 0      | 3     | 45.      |
| Sommer-PL i 2012 | 1    | 1    | 0      | 2     | 47.      |

### Vinter-PL
| Begivenhed       | Guld | Sølv | Bronze | I alt | Stilling |
| Vinter-PL i 1994 | 0    | 0    | 0      | 0     | -        |
| Vinter-PL i 2006 | 0    | 0    | 0      | 0     | -        |